# Li Yue
Li Yue (chinesisch 李跃, Pinyin Lǐ Yuè, * 1953) ist ein chinesischer Manager.

## Leben
Li studierte Wirtschaftsverwaltungswissenschaften an der Tianjin-Universität und an der Polytechnischen Universität Hongkong (香港理工大學). 1976 startete Li seine berufliche Karriere. Li ist seit 2003 Chief Executive Officer bei Chinas führendem Mobilfunkanbieter China Mobile.